# Miroslav Koranda
Miroslav Koranda (6. listopadu 1934 – 6. října 2008) byl český veslař a reprezentant Československa, olympijský vítěz a dvojnásobný mistr Evropy.
V roce 1952 získal na LOH v Helsinkách zlatou medaili ve veslování. Ve čtyřce s kormidelníkem společně s ním medaili získali: Stanislav Lusk, Karel Mejta, Jiří Havlis, Jan Jindra. Vítězný čas byl 7:33.4. V osmičce se účastnil také LOH 1956 v Melbourne kde skončil v semifinále.
V registrech svazků StB byl vedený jako agent pod krycím jménem Karel.